# Cylindera autumnalis
Cylindera autumnalis (лат.) — вид жуков-жужелиц из подсемейства скакунов.
Восточная Азия: Тайвань. Длина тела имаго около 1 см. Надкрылья металлически-коричневатые, в явных точках. Апикальная лунула утолщена с обоих концов (субапикальный угол и апикальный конец около шва). C. autumnalis имеет иную окраску тела и более очевидную макуляцию надкрылий, чем C. pseudocylindriformis. Первый имеет несколько волосков на мезоэпистерне у самцов и на метэпистерне у обоих полов, но мезоэпистерна и метэпистерна у второго голые у обоих полов. Размер тела самцов C. autumnalis был значительно крупнее C. pseudocylindriformis, хотя у самок это статистически не значимо.
Вид был впервые описан в 2019 году тайваньскими энтомологами Ming-Hsun Chou и Wen-Bin Yeh(National Chung Hsing University, Taichung, Тайвань).